# Liste der Monuments historiques in Sondersdorf
Die Liste der Monuments historiques in Sondersdorf führt die Monuments historiques in der französischen Gemeinde Sondersdorf auf.

## Liste der Bauwerke
| Bezeichnung       | Beschreibung                                                                               | Standort                    | Kennzeichnung | Schutzstatus | Datum | Bild           |
| ----------------- | ------------------------------------------------------------------------------------------ | --------------------------- | ------------- | ------------ | ----- | -------------- |
| Kapelle St-Martin | sogenannte Hippoltskirch; zwischen 1778 und 1781 erbaut, mit mittelalterlicher Bausubstanz | südöstlich des Ortes (Lage) | PA00085676    | Inscrit      | 1995  | weitere Bilder |